# Protelura nana
Protelura nana är en skalbaggsart som beskrevs av Britton 1987. Protelura nana ingår i släktet Protelura och familjen Melolonthidae. Inga underarter finns listade i Catalogue of Life.